# Zabawka (film 1976)
Zabawka (fr. Le jouet) – francuski komediodramat z 1976 roku w reżyserii Francisa Vebera. Zdjęcia kręcono w Paryżu.

## Fabuła
Dziennikarz François Perrin (Pierre Richard) zostaje zatrudniony w redakcji gazety, której właścicielem jest biznesmen Pierre Rambal-Cochet (Michel Bouquet). Podczas przygotowywania artykułu o jednej z galerii handlowych należących do biznesmena, François zostaje zauważony przez Erica, syna Rambal-Cocheta, który chce by ojciec kupił mu go jako zabawkę. Obawiając się utraty pracy, dziennikarz godzi się na to. Wkrótce François i Eric zostają przyjaciółmi.

## Obsada
- Pierre Richard – François Perrin
- Michel Bouquet – Pierre Rambal-Cochet
- Fabrice Greco – Eric Rambal-Cochet
- Jacques François – Blénac
- Michel Aumont – kierownik sklepu
- Gérard Jugnot – Pignier
- Éva Darlan – rzecznik prasowy
- Michel Robin
- Charles Gérard – fotograf
- Yves Barsacq – Robert[1]

## Nagrody i wyróżnienia
W 1977 roku film dostał nominacje do nagrody Cezara w trzech kategoriach:
- Najlepsza scenografia: Bernard Evein
- Najlepsze zdjęcia: Étienne Becker
- Najlepszy scenariusz oryginalny lub adaptowany: Francis Veber[2]

## Remaki
- Zabawka – amerykański film z 1982 roku
- Pan Zabawka – francuski film z 2022 roku